# Richard Burr
Richard Mauze Burr (født 30. november 1955 i Charlottesville) er en amerikansk republikansk politiker. Han er medlem af USA's senat valgt i North Carolina siden 2005 Han var medlem af Repræsentanternes Hus i perioden 1995–2005.